# فن جنائزي روماني

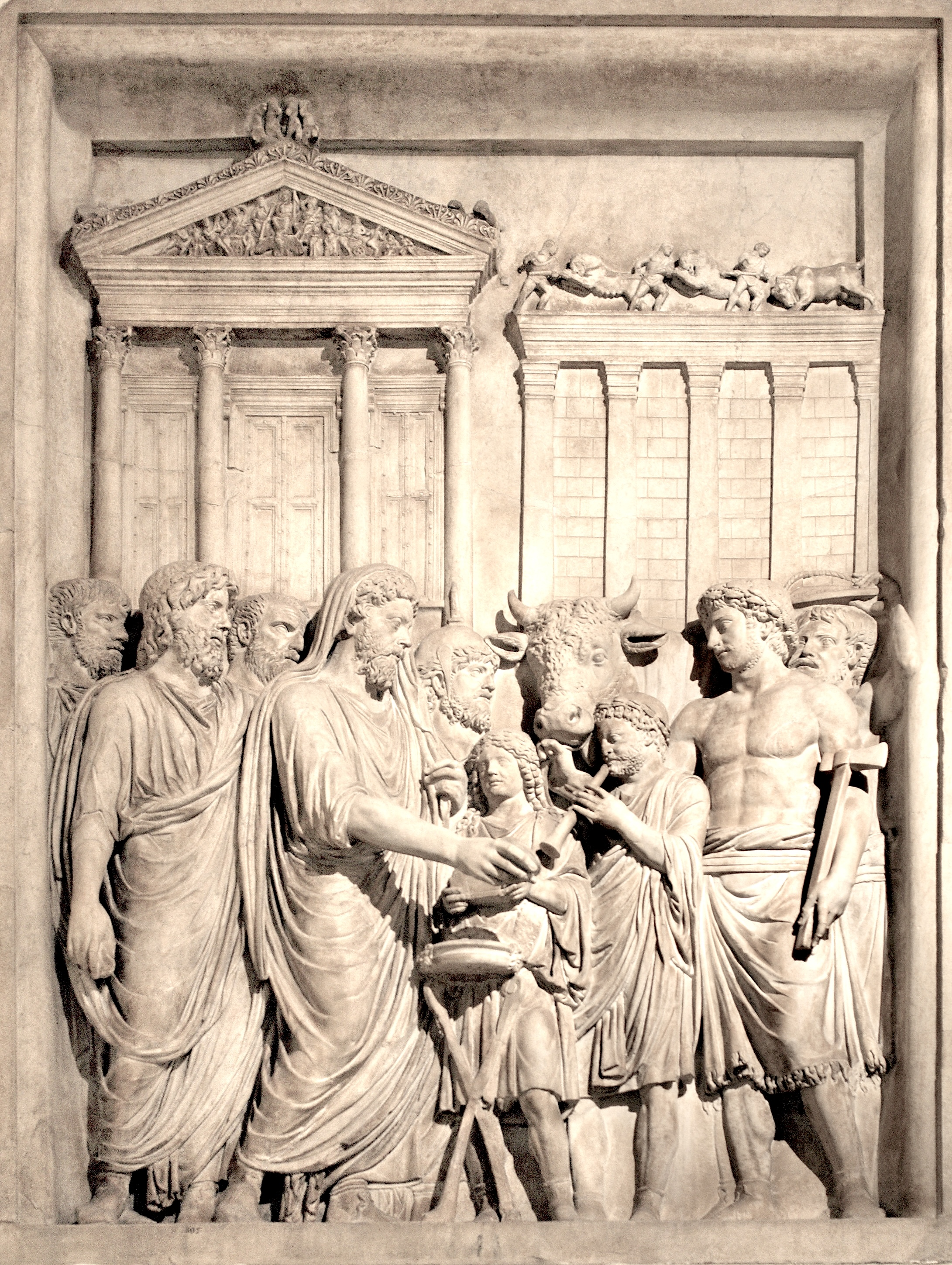
صورة نحتية لإحد الفنون الجنائزية في المذبح الجنائزي ..

تغير الفن الجنائزي الروماني مع مرور الوقت خلال فترتيّ الجمهورية والإمبراطورية وشمل العديد من الأشكال المختلفة. استخدم الرومان ممارستين رئيسيتين للدفن على مر تاريخهم، إحداهما إحراق الجثث، والأخرى دفنها. تشمل الأوعية التي نتجت عن هذه الممارسات التوابيت، وصناديق الرماد، والجرار، والمذابح. بالإضافة إلى ذلك، استُخدِمت أشكال شائعة من المباني مثل الأضرحة واللوحات التذكارية والآثار الأخرى لإحياء ذكرى الموتى. حددت الطبقة الاجتماعية والدين وعوامل أخرى الطريقة التي تُحيا بها ذكرى الرومان. فبينما بُنيت آثار الموتى التذكارية داخل المدن الرومانية، دُفِنت بقاياهم نفسها خارجها.
بعد نهاية حكم الحضارة الإتروسكانية، أصبح المشرعون الرومانيون صارمين للغاية فيما يتعلق بأخلاقيات التعامل مع جثث الموتى. كانت القضية الأساسية في هذا الشأن قانونية وأخلاقية دفن الموتى داخل حدود المدينة؛ كان الإجماع تقريبًا من البداية على نقل الموتى خارج حدود البوميريوم لضمان فصل أرواحهم عن الأحياء، وظل العديد من السياسيين حازمين في فرض الفكرة بشكل جيد أثناء فترة الإمبراطورية. يُذكِّر شيشرو قراءه بقانون اللوائح الإثني عشر: «لا يُدفن الميت أو يحرق داخل المدينة» (محاورة عن القانون 2،23: 58) بعد ثلاثة قرون، كتب يوليوس باولوس برودينتسيموس في كتابه القرارات، «لا يُسمح لك بإحضار جثة إلى المدينة في حالة تلوث الأماكن المقدسة فيها. كل من يتصرف ضد هذه القيود المفروضة يُعاقب بشدة غير عادية. ولا يُسمح لك بحرق جثة داخل أسوار المدينة» (1، 21: 2-3). كان لدى العديد من البلدات والمقاطعات الرومانية قواعد مماثلة، غالبًا في مواثيقها، مثل قانون أورسونيسس. أصبحت الاستثناءات من هذا المبدأ أكثر تكرارًا، خاصةً خلال فترة نهاية الجمهورية، وإن كان ذلك فقط لأهم القادة. استُخدمت طرق إحياء ذكرى الموتى بصفتها اعترافًا بالآلهة، بل وخدمت كذلك بصفتها وسيلة للتعبير الاجتماعي تصور القيم والتاريخ الروماني.
استمر المسيحيون الأوائل في هذه العادة حتى العصور القديمة المتأخرة، لكنهم أحبوا أن يدفنوا قرب قبور الشهداء؛ كانت سراديب الموتى والكنائس العظيمة التي نشأت حول أطراف روما خارج الأسوار.

## الضريح

### أصل الكلمة
أُخِذ أصل كلمة الضريح من اسم موسولوس (377-353 / 2 ق.م.)، حاكم إقليم كاريا في ما هو الآن تركيا. كان راعيًا كبيرًا للثقافة الهلنستية. بعد وفاته، أو ربما قبل وفاته، كلفت زوجته وأخته آرتيميسيا ببناء ضريح آرتمسيوس في هاليكارناسوس كقبر هائل له فوق الأرض؛ كان من عجائب الدنيا السبع في العالم القديم، ومعظم النحت موجود الآن في برلين. كان هذا هو الاتجاه السائد في اليونان خلال القرون التي سبقت موسولوس، إذ كان وسيلة لزيادة ترسيخ ذكرى المتوفى البارز. في ذلك الوقت، كان عالم البحر الأبيض المتوسط القديم في خضم إحياء الإيديولوجيات اليونانية، الموجودة في السياسة، والدين، والفنون، والحياة الاجتماعية. لم يكن الرومان استثناء في هذا الاتجاه.

### شاغليها
كان للأضرحة بشكل عام عدة شاغلين لأن مساحاتها كانت شاسعة للغاية، لكن هذه الفكرة استغرقت بعض الوقت لتصبح شائعة في الجمهورية المبكرة، كما حدث مع فكرة «دفن» الموتى فوق الأرض. كانت المدافن الجماعية شائعة، ولكن فقط لعامة الناس. في الأصل كان أفراد العائلة المالكة، والسياسيون، والجنرالات، وأغنى المواطنين يتشاركون قبورًا مع عائلتهم المباشرة فقط. كانت التغييرات تدريجية إلى حد كبير لأن الممارسات الجنائزية تميل إلى اتباع التقاليد الصارمة، خاصة في العالم القديم. استغرق الأمر قرونًا لتصور المفهوم «الروماني» للضريح. وفي الوقت نفسه، ظلت فكرة الزخرفة الفخمة لمواقع الدفن موجودة طوال فترة الجمهورية والإمبراطورية. تبعًا للسياق، احتوت الهياكل فوق الأرضية للإمبراطورية والجمهورية المتأخرة على فن يتناسب مع حياة شاغليها مثلما كانت تفعل بدائلها تحت الأرضية.

### مواقعها
تؤرَّخ قلة من الأضرحة داخل حدود البوميروم بتاريخ يسبق قيام الإمبراطورية. إذ كانت معظم الأضرحة موجودة في أراض محددة للمقابر في البلاد، مع استثناءات المدينة لحظر المباني الجنائزية التي زادت فقط خلال الإمبراطورية. كان من الشائع أيضًا بناؤها على طول الطرق الرئيسة بحيث تكون مرئية باستمرار للجمهور. كان بناء الأضرحة على ممتلكات الأسرة، حتى لو كانت ضمن حدود المدينة اتجاهًا في عصر الإمبراطورية الوسطى والمتأخرة.

### تاريخها

#### ما قبل الجمهورية
استوعب الرومان الكثير من ممارسات الفن الجنائزي الأترورية. كانت الأضرحة فوق الأرضية في هذه الفترة ما زالت نادرة، والطرق الأكثر شيوعًا في الدفن هي استخدام المقابر والجثوات تحت الأرضية. دفن الرومان الأوائل أولئك الذين لم يتمكنوا من تحمل تكلفة هذه المقابر الخاصة في المقابر الجماعية أو حرقوا جثثهم. سقطت العديد من الأضرحة القليلة التي قاموا ببنائها خلال بداية روما إلى أنقاض في ظروف غير معروفة. لا يترك غيابها بالتالي سوى إشارة قليلة إلى ممارسات بناء الأضرحة الرومانية خلال هذه السنوات. يوجد استثناء ملحوظ في برانستي، أو فيما يسمى حاليًا بالسترينا، حيث بقي ما يقرب من أربعين ضريحًا من الأضرحة المبكرة.

#### الجمهورية المبكرة
بقي التأثير الأتروسكي، وأصبح هناك المزيد من الاتساق في أنماط الأضرحة إذ زاد التأثير الروماني في جميع أنحاء العصبة اللاتينية. الهياكل من هذا العصر نادرة، ولكن كما هو الحال مع القرون السابقة له، فإن معظم تلك التي بناها الرومان في هذا الوقت لم تعد موجودة.

#### الجمهورية الوسطى
شهدت روما، مع بقية العالم المتوسطي، عودة ظهور الثقافة اليونانية، فيما يُعرَف بالفترة الهلنستية. فاعتُمِدت في التصميمات الداخلية والخارجية للأضرحة عناصر أساسية من العمارة الكلاسيكية مثل العقادة، والمُتكآت، وهي مقاعد لكامل الجسم يرقد عليها الموتى؛ والواجهات المنقوشة؛ والأعمدة المزخرفة؛ والأفاريز على طول الأسطح. خلال هذه الحقبة، أقرَّ معظم الرومان بفكرة أن الدفن فوق الأرض يسمح للجمهور بتذكر المتوفى بصورة أفضل. من الواضح أنه عملًا باعتناقهم لتقاليد وفضائل موس مايوروم، بدأ الرومان في تخصيص الأموال لبناء أضرحة ضخمة جديدة للحفاظ على تراثهم. كان هذا الاتجاه تدريجيًا بالطبع، لكنه حقق تقدمًا بنهاية الجمهورية.
مقبرة عائلة سكيبيو هي مثال على مجموعة كبيرة من الغرف الصخرية تحت الأرض استخدمتها عائلة سكيبيو من القرن الثالث إلى القرن الأول ق.م.، فرغم كونها هائلة الحجم، فهي غير واضحة نسبيًا فوق سطح الأرض.